# Debessky (huyện)
Huyện Debessky (tiếng Nga: ? райо́н) là một huyện hành chính tự quản (raion), của Udmurtia, Nga. Huyện có diện tích 1033 km², dân số thời điểm ngày 1 tháng 1 năm 2000 là 14200 người. Trung tâm của huyện đóng ở Debessiy.